# Eastern Boys
Pour plus de détails, voir Fiche technique et Distribution.
Eastern Boys est un film dramatique français écrit, réalisé et monté par Robin Campillo, sorti en 2013.

## Synopsis
Marek (pseudonyme, Rouslan étant son vrai nom), un jeune prostitué d'origine ukrainienne qui traîne à la gare de Paris-Nord, est approché par Daniel, homme célibataire quinquagénaire à la vie morne. Marek lui propose de lui rendre visite à son domicile le lendemain. Pourtant, le lendemain, quand la sonnette retentit, Daniel n'a pas la moindre idée qu'il est tombé dans un piège. Il se fait dévaliser, sans rien pouvoir faire, par Marek et sa bande, dirigée par un jeune Russe, Boss, et se retrouve dans son appartement vidé de son mobilier. 
Marek/Rouslan et Daniel se séduisent, et une relation tarifée s'instaure entre eux. Après quelques semaines, le garçon s'est installé chez Daniel, mais il reste sous la coupe de Boss. Lorsque ce dernier met en danger le jeune Ukrainien et le retient avec d'autres clandestins dans un hôtel, Daniel intervient pour l'en libérer. Le film se termine sur la validation de la procédure d'adoption de Rouslan par Daniel.

## Fiche technique
- Titre original : Eastern Boys
- Réalisation : Robin Campillo
- Scénario : Robin Campillo
- Décors : Dorian Maloine
- Costumes : Isabelle Pannetier
- Photographie : Jeanne Lapoirie
- Son : Olivier Mauvezin ; Valérie Deloof et Jean-Pierre Laforce
- Montage : Robin Campillo
- Musique : Arnaud Rebotini
- Production : Hugues Charbonneau et Marie-Ange Luciani
- Société de production : Les Films de Pierre ; Cofinova 8 (en association avec)
- Société de distribution : Sophie Dulac Distribution (France) ; Cinéart (Belgique) ; Films Distribution (international)
- Pays d’origine :  France
- Langues originales : français, russe, anglais
- Format : couleur - 35mm - 2.35:1 - Son Dolby numérique
- Genre : drame
- Durée : 128 minutes
- Dates de sortie :
  - Canada : septembre 2013 (Festival international du film de Toronto)
  - France : 2 avril 2014
  - Belgique : 9 avril 2014

## Distribution
- Olivier Rabourdin : Daniel
- Kirill Emelianov : Marek / Rouslan
- Daniil Vorobyov : Boss
- Edéa Darcque : Chelsea
- Camila Chanirova  : Camila
- Beka Markozashvili : Petit Marek
- Bislan Yakhiaev : Bislan
- Mohamed Doukouzov : Mohamed
- Anne-Clélia Salomon : une amie de Daniel

## Accueil

### Accueil critique
En France, l'accueil critique est positif : le site Allociné recense une moyenne des critiques presse de 3,8/5, et des critiques spectateurs à 3,6/5. 

## Distinctions

### Récompenses
- Mostra de Venise 2013 : Prix Horizons du meilleur film (sélection « Orizzonti »)
- Festival 2 Valenciennes 2014 : Prix du jury et Mention spéciale de la critique
- Festival international du film de Santa Barbara 2014 : meilleur film international

### Nominations et sélections
- Festival international du film de Thessalonique 2013
- Festival international du film de Toronto 2013 : sélection « Contemporary World Cinema »
- Césars 2015 : 
  - Meilleur film
  - Meilleur réalisateur
  - Meilleur espoir masculin pour Kirill Emelyanov